# 이서휴게소
이서휴게소(伊西休憩所, Iseo Service Area)는 전북특별자치도 완주군 이서면 은교리에 위치한 호남고속도로의 고속도로 휴게소이다. ㈜이씨엠디에서 운영하고 있는 휴게소이다. 휴게소 화장실 내에 이서면 앵곡마을에 전해져 내려오는 전래동화 콩쥐팥쥐와 관련된 내용을 접목시켜 화장실을 스토리텔링화 하여 새로운 문화공간으로 재탄생 시켰고, 천안 방면의 휴게소에는 완주군과 합동으로 콩쥐팥쥐 테마공원을 조성하였다. 이서휴게소는 전남 함평에서 열린 제 5회 전국명품 한우, 단호박 요리경연대회에서 우수상(함평군수상)을 받은 바 있다.

## 시설
- 주차장
- 화장실
- 식당가
- ATM
- 네파 이서휴게소점
- 엔제리너스 이서휴게소점
- CU 이서휴게소점
- 주유소:알뜰주유소
- 충전소:SK애너지
- 탐앤탐스 이서휴게소점

## 전후
순천 방면
- 서전주 나들목←이서휴게소→김제 나들목
- 익산미륵사지휴게소←이서휴게소→ 정읍녹두장군휴게소

익산 방면
- 서전주 나들목←이서휴게소→김제 나들목
- 익산미륵사지휴게소←이서휴게소→정읍녹두장군휴게소